# Балатонфюред

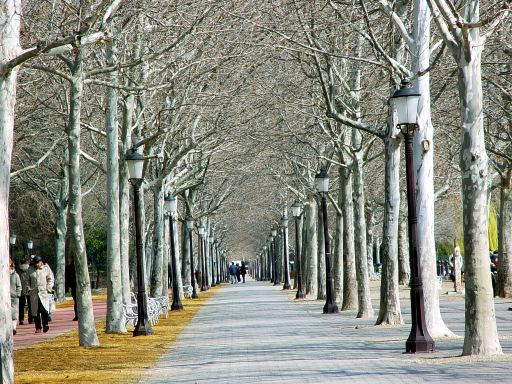
Алея Тагора

Балатонфюред (угор. Balatonfüred) — місто в південно-західній Угорщини, розташоване в північно-східній частині Балатону. Найбільший населений пункт північного берега озера, відомий курорт. Назва міста походить, за однією версією, від слова fürdo (купальня), за іншою, від слова fürj (перепел). Неформально ім'я міста часто скорочують до «Фюреді».
Населення Балатонфюреда за даними на 1 січня 2014 року — 13 306 чол.

## Географія і транспорт
Місто розташоване приблизно за 130 кілометрах на північний захід від Будапешта та за 20 кілометрів на південь від Веспрема. Через місто проходять залізна і автомобільна дороги, що йдуть уздовж всього північного берега озера аж до Кестхея і зв'язують місто з Веспремом, Будапештом і іншими угорськими містами. Балатонфюред пов'язаний регулярним автобусним та залізничним сполученням з Будапештом і сусідніми містами. Час шляху на поїзді до Будапешта — 2,5—3 години.
У місті є пристань, на якій швартуються як прогулянкові судна, так і ті, що виконують регулярні рейси по озеру.

## Історія
Див. також Історія Балатону, Історія Угорщини
Цілющі джерела мінеральної води біля міста були відомі ще в римську епоху, проте курортна слава до міста прийшла в кінці XVIII століття, офіційно статус курорту був отриманий в 1772 році. Перший гостьовий будинок поруч з цілющими джерелами був побудований в 1730 р до кінця XVII в. це були скромні кімнати з корчмою на першому поверсі. Спочатку відпочиваючих приваблювала мінеральна вода, потім в моду увійшли купання на озері. В 1846 році з гавані Балатонфюреда вийшов перший теплохід на Балатоні.

## Санаторно-курортне значення
Основним профілем санаторіїв Балатонфюреда є кардіологія. Славу курорту принесли цілющі джерела мінеральної води. Низькомінералізовані вуглекислі сульфатно-гідрокарбонатні кальцієво-магнієві води (вміст вільної вуглекислоти близько 1,3 г/л; температура 14 — 15 °C), використовуються для питного лікування, ванн та інших процедур. Найбільше лікувальний заклад міста — Державний кардіологічний госпіталь, де проходять реабілітацію хворі, які перенесли операції на серці або інфаркти. Цілющі води допомагають і при захворюваннях шлунка, кишечника, печінки і жовчовивідних шляхів а також цукровому діабеті.

## Цікаві факти
На центральній площі Балатонфюреда, яка називається площа Дьйодь (площа здоров'я), в 1800 році був побудований питний бювет імені Лайоша Кошута, у якому до цих пір п'ють воду курортники. Найстаріші джерела зосереджені біля Державної кардіологічної клініки. Одне з джерел неподалік від клініки досі носить назву сироватки — його воду змішували з молоком овець і використовували для лікування захворювань органів дихання. Уздовж узбережжя Балатону тягнеться алея Рабіндраната Тагора, названа на честь індійського поета, після того як він в 1926 р посадив липу у променади Колос. На алеї також знаходяться скульптури і меморіальні дошки на честь інших іменитих курортників.
Майже всі будинки Старого міста знаходяться під охороною як пам'ятки архітектури (бароко, класика). Старовинні маєтки і вілли, численні скульптури в парках і безліч квітів — своєрідна візитна картка цього міста.
- Будинок родини Горват. Знаходиться на площі Дьйодь, побудований в XVIII столітті в стилі пізнього бароко.
- Вілла Луїзи Благи, знаменитої співачки та акторки, яка жила в Балатонфюреді з 1893 по 1916 рік.
- Музей Мора Йокаї. Розташовується в віллі кінця XIX століття, присвячений письменнику Мору Йокаї.

## Відомі особистості
В поселенні народився:
- Золтан Горват (1937) — угорський фехтувальник.

## Міста-побратими
Список міст:
- Арпіно, Італія
- Гермерінг, Німеччина
- Кастрікюм, Нідерланди
- Ковасна, Румунія
- Коувола, Фінляндія
- Опатія, Хорватія